# Bolivia (Caroline du Nord)
Pour les articles homonymes, voir Bolivia.
La ville de Bolivia est le siège du comté de Brunswick, situé en Caroline du Nord, aux États-Unis. Elle tient son nom du pays sud-américain homonyme. Sa population s’élevait à 143 habitants lors du recensement de 2010, estimée à 228 habitants en 2016.

## Géographie
D'après le Bureau du recensement des États-Unis, la superficie de la ville est de 1,8 km2.

### Démographie
| Groupe            | Bolivia | Caroline du Nord | États-Unis |
| ----------------- | ------- | ---------------- | ---------- |
| Blancs            | 88,8    | 68,5             | 72,4       |
| Afro-Américains   | 8,4     | 21,5             | 12,6       |
| Métis             | 2,8     | 2,2              | 2,9        |
| Autres            | 0       | 7,8              | 12,1       |
| Total             | 100     | 100              | 100        |
|                   |         |                  |            |
| Latino-Américains | 0       | 8,4              | 16,7       |

Selon l'American Community Survey, pour la période 2011-2015, 100 % de la population âgée de plus de 5 ans déclare parler anglais.
| 1920 | 1930 | 1940 | 1950 | 1960 | 1970 |
| ---- | ---- | ---- | ---- | ---- | ---- |
| 199  | 156  | 203  | 215  | 201  | 185  |

| 1980 | 1990 | 2000 | 2010 | - | - |
| ---- | ---- | ---- | ---- | - | - |
| 252  | 228  | 148  | 143  | - | - |

## Histoire
L'histoire de la ville commence dans les années 1890, elle est incorporée en 1911.
Un crash aérien provoqué par une bombe eut lieu à proximité de la ville en 1960.
L'extension de la route 17 de Caroline du Nord en dehors de la ville a provoqué son déclin économique. Le transfert du siège du comté depuis Southport en 1977 a permis de la renforcer.